# Жильцы старого дома
«Жильцы старого дома» — советский короткометражный мультфильм, который создал режиссёр Алексей Караев в 1987 году по мотивам рассказов Константина Паустовского.
В фильме звучал музыкальный ящик XIX века.
Мультфильм под названием «Inmates of the Old House» участвовал в МКФ в Оттаве (Ottawa International Animation Festival).

## Сюжет
В старом доме на берегу реки жил пожилой человек, у него были спокойный умный пёс и курочка. Пёс учуял кота, который повадился воровать у них съестное и, погнавшись, загнал его под веранду. Услышав мяуканье, хозяин насадил на крючок удочки рыбу, забросил под веранду и вытащил рыжего кота, вцепившегося в добычу. Тогда хозяин щедро накормил кота, и тот остался жить с ними. Хозяин любил заводить старинный музыкальный ящик. Пока все обитатели дома слушали мелодию, из сада припрыгала лягушка и тоже стала слушать. А хозяину мелодия напоминала о его молодости.

## Создатели
| режиссёр             | Алексей Караев                     |
| автор сценария       | Алексей Караев                     |
| художник-постановщик | Валентин Ольшванг                  |
| художник             | Андрей Золотухин                   |
| оператор             | Николай Грибков, Сергей Решетников |
| звукооператор        | Надежда Шестакова                  |
| монтажёр             | Людмила Путятина                   |
| редактор             | Э. Орлинкова                       |
| директор             | Валентина Хижнякова                |

## Фестивали и награды
- 1989 — Премия «Ника» за лучший анимационный фильм — номинация
- 1990 — первый приз МКФ в Оттаве (Канада);[3]
- 1991 — Гран-при на МКФ в Бург Ан Брессе (Франция).[4]

## О мультфильме
Алексей Караев в «Жильцах старого дома», «Добро пожаловать», «Я вас слышу», «Как вам это понравится» задействовал живописную технику: масляные мазки ложатся на прозрачную основу (целлулоид или стекло), создавая ощущение зыбкости, сиюминутности, текучей эфемерности, естественного дыхания формы.
— Сергей Анашкин: Новейшая история отечественного кино. 1986—2000. Кино и контекст. Т. II. СПб, «Сеанс», 2001